# Putao

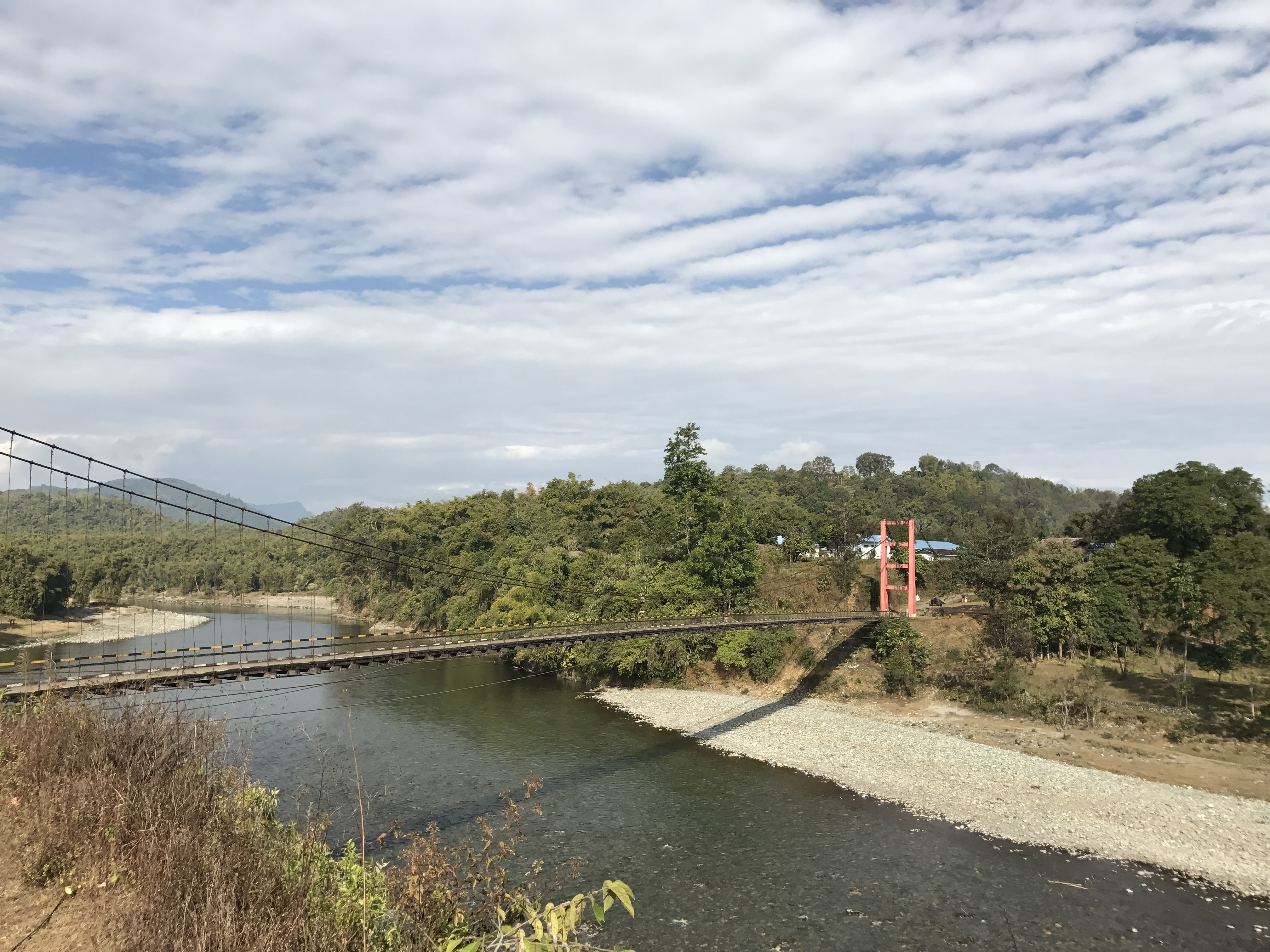
Uma ponte no rio Mulashidi no vale de Putao

Putao (birmanês:  ပူတာအိုမြို့) é uma cidade localizada ao norte do estado de Cachim, Mianmar. É a principal cidade do município de Putao.

## História

### Hkamti Long
Hkamti Long (também conhecido como Khamti Long) é o antigo nome de um dos estados shan periféricos. Era um estado principesco em torno da cidade de Putao, colonizado pelo povo Hkamti xã. O nome significa "Grande Lugar de Ouro" na língua xã. Hoje existem o povos rawang e lisu, que já são tidos como nacionalidades cachim. A jornada de sete dias até a região montanhosa de Putao Ocidental, na qual os exploradores descobriram que há uma etnia Hta Lone (Hta Rone) cuja altura é inferior a quatro pés. A população desta minoria étnica é tão escassa atualmente que corre o risco de extinção. A área coberta por Hkamti Long pode ter incluído partes do que hoje é o estado de Cachim (onde Putao está localizado), bem como o estado de Xã.

## Clima
O clima de Putao é um clima subtropical úmido influenciado pelas monções (Köppen: Cwa) com uma quantidade muito alta de precipitação durante a estação das monções. A temperatura média em janeiro é de 13,1 °C, agosto é o mês mais quente com 25,9 °C.
| Dados climáticos para Putao (1981–2010)   | Dados climáticos para Putao (1981–2010) | Dados climáticos para Putao (1981–2010) | Dados climáticos para Putao (1981–2010) | Dados climáticos para Putao (1981–2010) | Dados climáticos para Putao (1981–2010) | Dados climáticos para Putao (1981–2010) | Dados climáticos para Putao (1981–2010) | Dados climáticos para Putao (1981–2010) | Dados climáticos para Putao (1981–2010) | Dados climáticos para Putao (1981–2010) | Dados climáticos para Putao (1981–2010) | Dados climáticos para Putao (1981–2010) | Dados climáticos para Putao (1981–2010) |
| Mês                                       | Jan                                     | Fev                                     | Mar                                     | Abr                                     | Mai                                     | Jun                                     | Jul                                     | Ago                                     | Set                                     | Out                                     | Nov                                     | Dez                                     | Ano                                     |
| ----------------------------------------- | --------------------------------------- | --------------------------------------- | --------------------------------------- | --------------------------------------- | --------------------------------------- | --------------------------------------- | --------------------------------------- | --------------------------------------- | --------------------------------------- | --------------------------------------- | --------------------------------------- | --------------------------------------- | --------------------------------------- |
| Recorde alta °C (°F)                      | 26.5 (79.7)                             | 29.5 (85.1)                             | 34.5 (94.1)                             | 38.5 (101.3)                            | 37.0 (98.6)                             | 37.5 (99.5)                             | 37.0 (98.6)                             | 36.5 (97.7)                             | 35.0 (95)                               | 35.5 (95.9)                             | 30.5 (86.9)                             | 26.5 (79.7)                             | 38.5 (101.3)                            |
| Média alta °C (°F)                        | 20.8 (69.4)                             | 22.5 (72.5)                             | 24.5 (76.1)                             | 26.1 (79)                               | 29.4 (84.9)                             | 29.5 (85.1)                             | 28.8 (83.8)                             | 30.1 (86.2)                             | 29.5 (85.1)                             | 28.5 (83.3)                             | 25.6 (78.1)                             | 21.8 (71.2)                             | 26.43 (79.56)                           |
| Média diária °C (°F)                      | 14.1 (57.4)                             | 16.2 (61.2)                             | 18.7 (65.7)                             | 21.1 (70)                               | 24.6 (76.3)                             | 26.0 (78.8)                             | 26.0 (78.8)                             | 26.6 (79.9)                             | 25.8 (78.4)                             | 23.8 (74.8)                             | 19.2 (66.6)                             | 15.2 (59.4)                             | 21.44 (70.61)                           |
| Média baixa °C (°F)                       | 7.4 (45.3)                              | 10.0 (50)                               | 13.0 (55.4)                             | 16.1 (61)                               | 19.9 (67.8)                             | 22.6 (72.7)                             | 23.1 (73.6)                             | 23.1 (73.6)                             | 22.2 (72)                               | 19.2 (66.6)                             | 12.8 (55)                               | 8.7 (47.7)                              | 16.51 (61.73)                           |
| Recorde baixa °C (°F)                     | −5.0 (23)                               | 2.5 (36.5)                              | 6.0 (42.8)                              | 10.5 (50.9)                             | 13.5 (56.3)                             | 19.0 (66.2)                             | 20.0 (68)                               | 17.5 (63.5)                             | 21.9 (71.4)                             | 11.6 (52.9)                             | 5.0 (41)                                | 1.5 (34.7)                              | −5 (23)                                 |
| Precipitação média mm (pol.)              | 19.0 (0.748)                            | 47.3 (1.862)                            | 104.7 (4.122)                           | 154.4 (6.079)                           | 213.5 (8.406)                           | 719.0 (28.307)                          | 1 082,5 (42,618)                        | 943.7 (37.154)                          | 681.4 (26.827)                          | 179.3 (7.059)                           | 24.4 (0.961)                            | 14.0 (0.551)                            | 4 183,2 (164,694)                       |
| Fonte: Norwegian Meteorological Institute |                                         |                                         |                                         |                                         |                                         |                                         |                                         |                                         |                                         |                                         |                                         |                                         |                                         |